# Poganovo
Poganovo (Servisch cyrillisch Поганово) is een plaats in de Servische gemeente Dimitrovgrad. De plaats telt 77 inwoners (2002).